# I Nuovi Angeli
I Nuovi Angeli (Les Nouveaux Anges)  est un  groupe de pop italien formé en 1966 à Alexandrie.

## Histoire
Les membres fondateurs sont le chanteur Pasquale Canzi, Alberto Pasetti, Renato Sabbioni et Ricky Rebaioli. Le nom fait référence à l'éponyme  film dramatique réalisé par Ugo Gregoretti.
Le groupe connaît un certain succès lorsque leur premier single, L'ora più lunga (1966), est choisi comme thème d'ouverture de l'émission La fiera dei sogni de la RAI animée par Mike Bongiorno.  Après une période caractérisée par une production beat, le groupe se tourne vers le genre bubblegum à la fin des années 1960.  Leur carrière atteint son apogée au début des années 1970, grâce à plusieurs succès écrits par Roberto Vecchioni,, dont Donna Felicità (1971) et Anna da dimenticare (1973) qui entrent dans les charts italiens respectivement en quatrième et sixième position. Le groupe est toujours actif.

## Membres

### Les membres actuels
- Paki Canzi (1966-2009 et 2014-présent)
- Valerio Liboni (1978)
- Marco Bonino (1985-1989, 2006-2009 et 2014-présent)

### Les anciens membres
- Renato Sabbioni (1966-1978 et 2005-2014)
- Alberto Pasetti (1966-1978 et 2005-2006)
- Riki Rebaioli (1966-1967)
- Alfredo Gatti (1968-1969)
- Mauro Paoluzzi (1971-1978)
- Roger Riccobono (1978-1981)
- Daniele Torchio (1978-1984)
- Aldo Valente (1981-1985)
- Alessandra Raya (1985-1989)
- Matteo Galano (1985-1998)
- Antonio Dalicco (1989-1998)
- Caterina De Francesco (1989-1996)
- Dave Sumner (1991-1995)
- Susanna Dubaz (1996 - 2001)
- Sergio Vitali (1998-2001)
- Fabio Nobile (1998-2006)
- Alvi Nobile (1998-2006)
- Mauro Mussoni (2001-2006)
- Valentina Ferri (2001-2009)
- Silvano Borgatta (2010-2014)

## Discographie

### Singles
- 1966 - L'ora più lunga
- 1967 - Per vivere insieme
- 1968 - Questo è un'addio
- 1969 - Ragazzina ragazzina
- 1970 - Couleur cioccolata
- 1971 - Donna Felicità
- 1971 - Sole, buonanotte
- 1971 - Uakadi uakadù
- 1972 - Onu viaggio in Inghilterra
- 1972 - Singapour
- 1973 - La povera gente
- 1973 - Anna da dimenticare
- 1974 - Carovana
- 1975 - Stanza dei miracoli
- 1976 - Mamma luna
- 1977 - Piccoli manti
- 1979 - Maintenant
- 1980 - Angelo Balù
- 1984 - Io sto bene con te
- 1987 - Voi del '96
- 1988 - Soli soli
- 1989 - Bella questa storia

### Albums Studio
- 1969 - I Nuovi Angeli
- 1969 - Un quarto di vita
- 1972 - Uakadi Uakadu
- 1973 - Troppo bella par restare sola
- 1973 - Anna da dimenticare
- 1974 - Stasera Clowns
- 1990 - Voliamo ancora
- 1995 - Una storia che continua
- 2000 - Canta Italia
- 2008 - Il nostro concerto
- 2012 - C è ancora posto dans paradiso
- 2016 - Testa a testa con i Nuovi Angeli

### Albums Live
- 1999 - Live
- 2008 - Live (I Nuovi Angeli)
- 2011 - DVD Live Show (DVD)